# الاعتداء على مارتن غوغينو
الاعتداء على مارتن غوغينو هو اعتداء عنيف تعرض له رجل مسن في العمر 75 من عمره يدعى مارتن غوغينو في 4 يونيو 2020، في ساحة نياغارا في مدينة بوفالو في ولاية نيويورك، بعد أن قام ضباط شرطة تابعين لإدارة شرطة المدينة بدفعه ليسقط على الأرض، مما تسبب له بنزيف حاد في رأسه. نُقل عل إثرها إلى المستشفى حيث كان في «حالة خطيرة أصبحت مستقرة». بعد أن وُصفت لاحقًا بأنه «متيقظ وموجه».